# Lijst van rijksmonumenten in De Schiphorst
De plaats De Schiphorst telt 17 inschrijvingen in het rijksmonumentenregister. Hieronder een overzicht. 
| Object                                                                                  | Oorspronkelijke functie?  | Bouwjaar                                                                       | Architect                | Locatie                | Coördinaten?                  | Nr.?   | Afbeelding                                               |
| --------------------------------------------------------------------------------------- | ------------------------- | ------------------------------------------------------------------------------ | ------------------------ | ---------------------- | ----------------------------- | ------ | -------------------------------------------------------- |
| Boerderij met achterbaander en dwars aangebouwde grote houten bijschuur                 | Boerderij                 |                                                                                |                          | Schiphorsterweg 8      | 52° 40' 52" NB, 6° 14' 18" OL | 39661  | Meer afbeeldingen                                        |
| Lindenhorst                                                                             | Boerderij                 | 1907                                                                           | G. Otten                 | Schiphorsterweg 15     | 52° 40' 42" NB, 6° 15' 33" OL | 507396 | Upload foto                                              |
| Boerderij met dubbel woonhuis en bedrijfsdeel met staart                                | Boerderij                 | 1903 (herb. schuur) 1914 (woonhuis)                                            | waarsch. G. Otten (1914) | Schiphorsterweg 5-7    | 52° 40' 59" NB, 6° 15' 6" OL  | 507401 | Boerderij met dubbel woonhuis en bedrijfsdeel met staart |
| 't Hogeland                                                                             | Boerderij                 | ca. 1600 18e eeuw (dekbalkgebint stal) ca. 1850 (verb.) 19e eeuw (wagenschuur) |                          | Staphorsterweg 2       | 52° 40' 20" NB, 6° 16' 5" OL  | 513996 | Hogeland 't Hogeland                                     |
| De Bulderij                                                                             | Boerderij                 | in aanleg verm. 16e-eeuws 1847 (herb. woondeel) 1973-'74 (verb. staldeel)      |                          | Hessenweg 34           | 52° 40' 42" NB, 6° 14' 50" OL | 515511 | Meer afbeeldingen                                        |
| Havixhorst, hoofdgebouw                                                                 | Kasteel, buitenplaats     | 1371 of eerder (eerste vermelding) 1753 (herb. na brand) 1989 (rest.)          |                          | Schiphorsterweg 34     | 52° 40' 38" NB, 6° 15' 20" OL | 515640 | Meer afbeeldingen                                        |
| Havixhorst, park                                                                        | Tuin, park en plantsoen   |                                                                                |                          | bij Schiphorsterweg 34 | 52° 40' 38" NB, 6° 15' 20" OL | 515641 | Meer afbeeldingen                                        |
| Havixhorst, bouwhuizen                                                                  | Bijgebouwen kastelen enz. | mog. 17e eeuw 2000 (aanbouw nr. 36)                                            |                          | Schiphorsterweg 36-?   | 52° 40' 38" NB, 6° 15' 20" OL | 515642 | Meer afbeeldingen                                        |
| Havixhorst, dam met hek                                                                 | Tuin, park en plantsoen   | ca. 1755 (hek)                                                                 |                          | bij Schiphorsterweg 34 | 52° 40' 38" NB, 6° 15' 20" OL | 515643 | Meer afbeeldingen                                        |
| Havixhorst, tuinmuren met kas en hondenhokken                                           | Tuin, park en plantsoen   | ca. 1870 (kas)                                                                 |                          | bij Schiphorsterweg 34 | 52° 40' 38" NB, 6° 15' 20" OL | 515644 | Meer afbeeldingen                                        |
| Havixhorst, tuinmanswoning                                                              | Bijgebouwen kastelen enz. | ca. 1885                                                                       |                          | Schiphorsterweg 32     | 52° 40' 38" NB, 6° 15' 20" OL | 515645 | Upload foto                                              |
| Havixhorst, zonnewijzerssokkel                                                          | Tuin, park en plantsoen   | 18e eeuw                                                                       |                          | bij Schiphorsterweg 34 | 52° 40' 38" NB, 6° 15' 20" OL | 515646 | Meer afbeeldingen                                        |
| Boerderijcomplex met herenhuisachtig woongedeelte met zuilenportiek                     | Boerderij                 | 1809 (schuur)                                                                  |                          | Schiphorsterweg 12     | 52° 40' 53" NB, 6° 14' 50" OL | 39662  | Meer afbeeldingen                                        |
| Boerderij met achterbaander en woonhuisgevel met vlechtingen en uitgekraagde toppinakel | Boerderij                 | 1714                                                                           |                          | Schiphorsterweg 18     | 52° 40' 53" NB, 6° 14' 57" OL | 39663  | Meer afbeeldingen                                        |
| Boerderij met twee toegangsdeuren in de voorgevel                                       | Boerderij                 | 19e eeuw                                                                       |                          | Schiphorsterweg 33     | 52° 40' 25" NB, 6° 16' 20" OL | 39664  | Meer afbeeldingen                                        |
| Dickninge, toegangshek                                                                  | Tuin, park en plantsoen   | ca. 1755                                                                       |                          | bij Schiphorsterweg 36 | 52° 40' 17" NB, 6° 16' 9" OL  | 39668  | Upload foto                                              |
| Boerderij onder wolfsdak                                                                | Boerderij                 | ca. 1850                                                                       |                          | Staphorsterweg 2       | 52° 40' 20" NB, 6° 16' 5" OL  | 39669  | Upload foto                                              |